# Guldental (Tal)
Das Guldental ist ein Tal im Bezirk Thal des Schweizer Kantons Solothurn. Es verläuft parallel zum Haupttal des Bezirks und ist durch den Sonnenberg von diesem getrennt. Auch der Berg, der das Guldental vom nördlich gelegenen Beinwil trennt, wird als Sonnenberg bzw. (beide) nach den amtlichen Kartenwerken Sunnenberg bezeichnet.

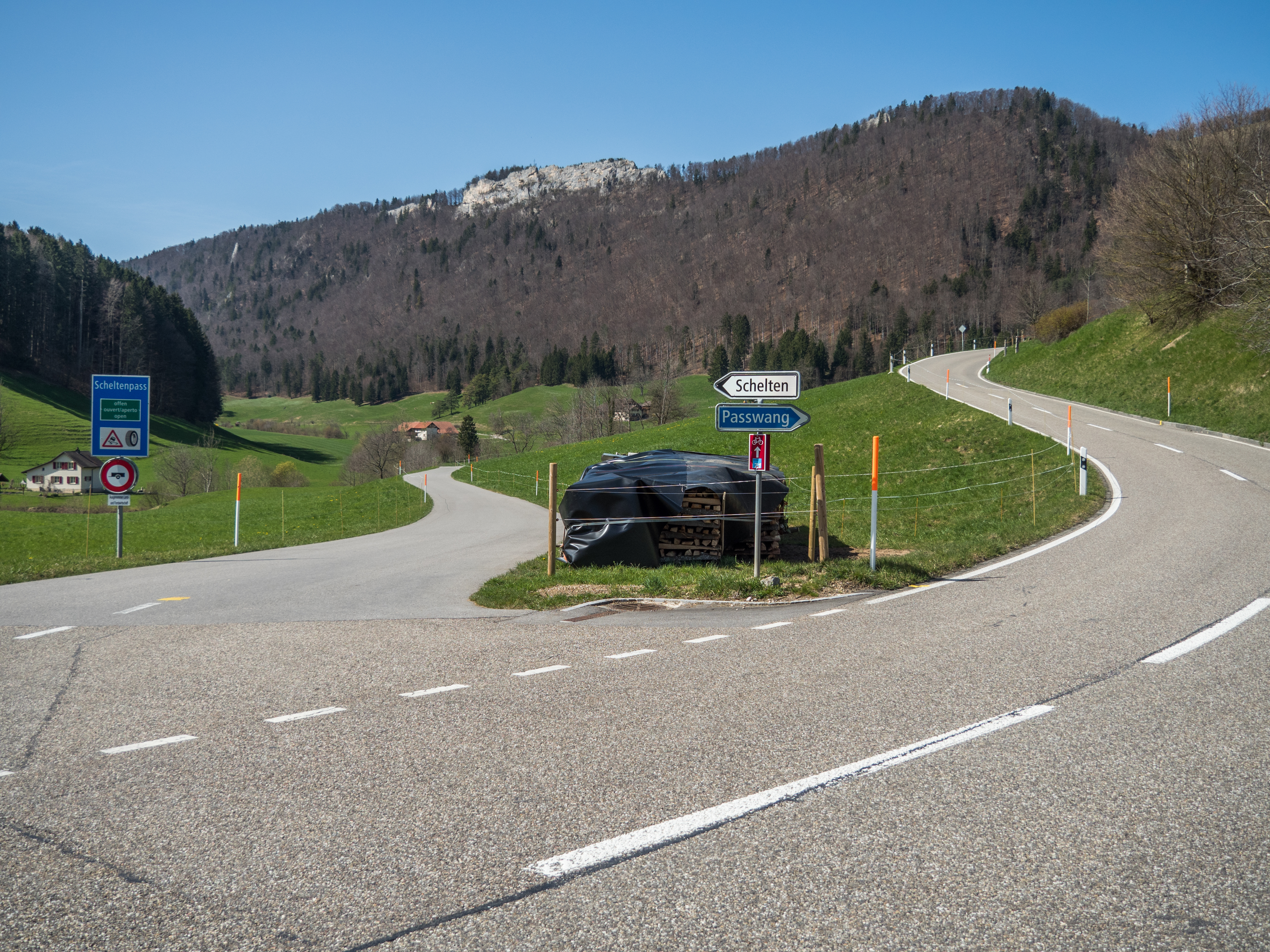
Abzweigung zum Scheltenpass von der Passwangstrasse.

Durch das Guldental verläuft die Passstrasse zum Passwang, davon zweigen die Strassen zum Scheltenpass und zur Breitehöchi ab. Im oberen Teil des Tales liegen die beiden Dörfer der Gemeinde Mümliswil-Ramiswil, der hintere Teil Richtung Scheltenpass zeichnet sich durch seinen Waldreichtum aus. Das Tal zählt als Bestandteil des Regionalen Naturparks Thal zum Bundesinventar der Landschaften und Naturdenkmäler von nationaler Bedeutung.